# 拉结 (雕塑)
《拉结》是文艺复兴大师米开朗基罗的一尊大理石雕塑，刻画了旧约人物拉结，位于罗马圣伯多禄锁链堂内的教宗儒略二世墓 ，创作于1542-1545年。